# Dasymetra villicaeca
Dasymetra villicaeca är en plattmaskart. Dasymetra villicaeca ingår i släktet Dasymetra och familjen Ochetosomatidae. Inga underarter finns listade i Catalogue of Life.